# Joshua na die Reën
Jacques de Villiers, bekend onder de artiestennaam Joshua na die Reën (afgekort tot JNDR) is een Zuid-Afrikaanse singer-songwriter uit Pretoria, Gauteng. Joshua na die Reën zingt in het Afrikaans.

## Biografie

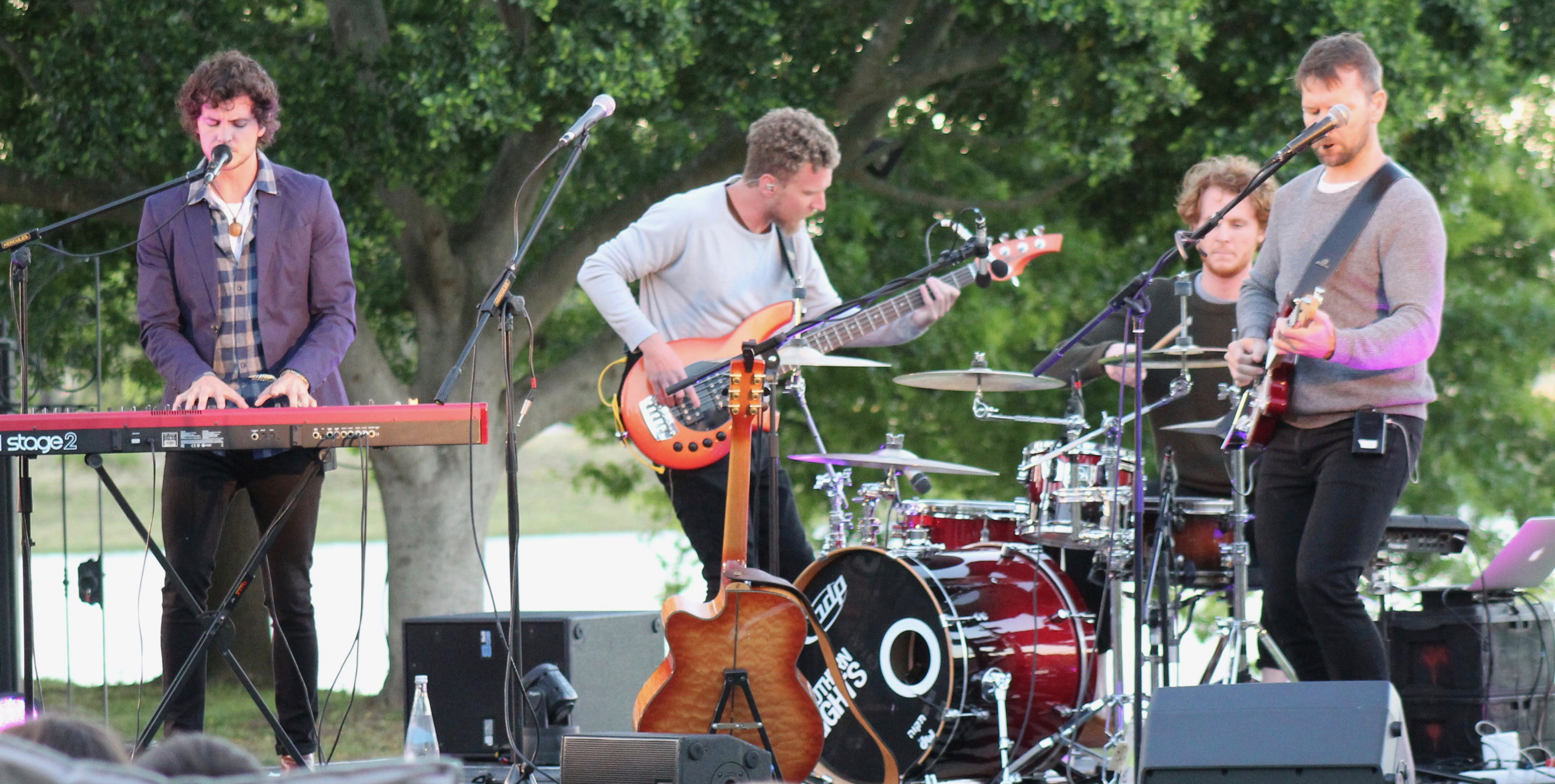
Joshua na de Regen met ondersteunende kunstenaars bij L'Avenir-wijnlandgoed in Stellenbosch, 5 november 2017.

Jacques de Villiers groeide op een plaas nabij Walkerville tussen Johannesburg en Parys op. Hij studeerde muziek aan de Tshwane University of Technology en werd lid van een aantal bands, waarin hij piano en gitaar speelde. Na zijn studie tourde hij met onder meer Jak de Priester en Bobby van Jaarsveld, voor wie hij piano speelde en achtergrondzang verzorgde.
Op 1 augustus 2013 werd zijn debuutalbum Joshua na de Reën op ITunes uitgebracht. Dit album werd in 2014 onderscheiden met twee Ghoema Music Awards, voor beste Nuweling (nieuwkomer) en beste Afrikaans kontemporêre album.
Zijn vervolgalbum, Die wêreld binne my werd in 2017 onderscheiden met een SAMA-award.
Groepen en muzikanten zoals Coldplay, One Republic, Brooke Fraser, Kaleidoskoop, Mumford & Sons en Elvis Blue dienen als inspiratie voor JNDR.

## Discografie
- 2013: Joshua na die Reën
- 2016: De wereld binne my
- 2019: Someraarde
- 2023: Die Vallei